# Кастел Сан Пјетро Забино
Кастел Сан Пјетро Забино је насеље у Италији у округу Ријети, региону Лацио.
Према процени из 2011. у насељу је живело 202 становника. Насеље се налази на надморској висини од 335 м.